# 杰弗里·斯塔尔
杰弗里·斯塔尔（英語：Jeffree Star，1985年11月15日—），原名小杰弗里·林恩·施泰宁格（Jeffrey Lynn Steininger Jr.），是美国一名网络红人、化妆师、商人及歌手。他是化妆品牌“杰弗里·斯塔尔彩妆（英語：Jeffree Star Cosmetics）”的创始人和所有者。
在2006年，杰弗里·斯塔尔已经成为聚友上追随者最多的部落格。他经常利用MySpace来推广他的音乐事业。2009年，杰弗里·斯塔尔发行了他的首张也是迄今唯一的音乐录音室专辑——《美女杀手》。专辑包含了与妮琪·米娜合唱的《奢靡棒棒糖》在内的歌曲。2010年，杰弗里·斯塔尔与阿肯签约，开始筹备他的第二张专辑。阿肯称赞杰弗里是“下一个女神卡卡”。但是这张专辑却始终未发行，同时杰弗里·斯塔尔在2013年因为其星路未明而离开了音乐行业。
次年，杰弗里·斯塔尔成立了自己的化妆品公司，并在YouTube上宣传自己的品牌。截止2018年，他的频道超过1000万订阅，并且影片总观看数超过10亿次。

## 个人生活
2015年至2019年，他的男友是内森·施万特（Nathan Schwandt）。杰弗里·斯塔尔目前生活在加利福尼亚州的隱山。

## 音乐作品
- 《美女杀手（英语：Beauty Killer）》（雪糕唱片；2009年发行）